# Berbères de France
 (juillet 2020).
Les Berbères de France (en berbère : ⵉⵎⴰⵣⵉⵖⵏ ⵏ ⴼⵕⴰⵏⵚⴰ) sont une diaspora originaire des pays d'Afrique du nord, comme le Maroc, l'Algérie, la Tunisie ou la Libye.

## Population
Dans les années 1990, les amazighophones représentent 28 % des immigrés d'origine algérienne et 21,5 % des immigrés d'origine marocaine,.
La France compte plus d'un million, voire environ deux millions de berbérophones en 2024, incluant des familles Rifaines ou Chleuhs du Maroc, Kabyles ou Chaouis d'Algérie. Elle pourrait s'élever à près de la moitié de l'immigration marocaine en France et à plus du tiers de la population d'origine maghrébine en France.
Il est cependant difficile de les identifier, les recensements se faisant sur la base du pays d'origine plutôt que de la langue maternelle.

## Histoire
La diaspora berbère en France se mélange avec l'immigration algérienne en France, avec des flux migratoires provenant surtout de Kabylie. En 1871, après l'écrasement de l'insucrrection kabyle par l'armée française, quelques centaines de Berbères algériens sont envoyés en France. La population kabyle devient rapidement une main-d'œuvre prisée par le patronat français, qui les envoie en 1906 briser des grèves d'ouvriers italiens dans les huileries et savonneries de Marseille.
L'immigration continue en raison de facteurs socio-économiques ainsi qu'après la première guerre mondiale puis après la guerre d'indépendance de l'Algérie.
Dans les années 1970, les politiques migratoires française et algérienne encouragent l'arrivée en France de Berbères d'autres régions algériennes.

## Place dans les diasporas nord-africaines en France
Les berbères sont souvent confondus avec les arabes de la diaspora maghrébine dont ils font partie,.
Au XXIe siècle, des entreprises de tatouages, de décoration et de mode traditionnelle amazigh ouvrent en France. Ces entreprises s'inscrivent dans une volonté de protéger la culture berbère au sein de la diaspora, en parallèle de la reconnaissance de leur identité en Afrique du Nord dans les années 2010.

## Institutions
L'Institut national des langues et civilisations orientales enseigne et promeut la langue berbère.

## Personnalités notables
- Zinédine Zidane[7]